# Euxoa uramina
Euxoa uramina là một loài bướm đêm trong họ Noctuidae.